# Fabiole
Fabiole ou Fabiola († 400) est une personnalité romaine du IVe siècle, considérée comme sainte par l'Église catholique.

## Biographie
Issue d'une famille illustre de Rome, les Fabii, Fabiole fut maltraitée par son premier mari, divorça puis devint veuve de son second mari. Chrétienne, elle fit publiquement pénitence de son divorce en faisant bâtir à ses frais un hôpital, puis en distribuant ses biens aux pauvres, et en allant visiter les lieux saints. Elle mourut en 399 ou 400.
Jérôme de Stridon a célébré ses vertus.
Elle est choisie comme la sainte patronne des infirmiers, des personnes divorcées et des victimes de violences conjugales,. Elle est fêtée le 27 décembre.
Le cardinal Nicholas Wiseman l'immortalise en 1854 dans son roman Fabiola (en).
Elle est également immortalisée dans un tableau du peintre Jean-Jacques Henner en 1885. L'original du tableau aurait disparu dans le séisme de 1906 à San Francisco, mais les copies de cette représentation de profil sont nombreuses.

## Autres sources
- Marie-Nicolas Bouillet  et Alexis Chassang (dir.), « Fabiole » dans Dictionnaire universel d’histoire et de géographie, 1878 (lire sur Wikisource)

## Liens
- Ressource relative aux beaux-arts :   - British Museum
- Notices dans des dictionnaires ou encyclopédies généralistes :   - Collective Biographies of Women
  - Deutsche Biographie
  - Dictionnaire universel des créatrices
  - Enciclopedia De Agostini
- Notices d'autorité :   - VIAF
  - ISNI
  - IdRef
  - LCCN
  - GND
  - Espagne
  - Vatican